# 医薬品卸の再編成 (平成時代)
医薬品卸の再編成 (平成時代)
- 昭和時代について→医薬品卸の再編成 (昭和時代)へ

| 存続会社         | 本社所在地 | 合併会社                                                                                         | 本社所在地                                                                 | 新会社                             | 筆頭取引（当時） |
| ---------------- | ---------- | ------------------------------------------------------------------------------------------------ | -------------------------------------------------------------------------- | ---------------------------------- | ---------------- |
| ニチヤク         | 大阪府     | カイホウ                                                                                         | 大阪府                                                                     | ホウヤク（平成1年）                | 武田薬品         |
| 藤販             | 大阪府     | 中西清                                                                                           | 大阪府                                                                     | ドーエーメディックス（平成1年）    | 塩野義製薬       |
| 岡山医薬品       | 岡山県     | シンメイワ                                                                                       | 岡山県                                                                     | 岡山医薬品（平成1年）              | 塩野義製薬       |
| 大森薬品         | 東京都     | 須江薬品                                                                                         | 群馬県                                                                     | 大森薬品（平成1年）                | 塩野義製薬       |
| 若狭薬品         | 福岡県     | ケンコー・良和薬品                                                                               | 福岡県                                                                     | ヤクシン（平成1年）                | 三共             |
| 東邦薬品         | 東京都     | イクタ薬品                                                                                       | 静岡県                                                                     | 東邦薬品（平成1年）                | 田辺製薬         |
| スズケン         | 愛知県     | 赤門薬品                                                                                         | 愛知県                                                                     | スズケン（平成1年）                | 塩野義製薬       |
| 秋山愛生舘       | 北海道     | 岡島商店                                                                                         | 北海道                                                                     | 秋山愛生舘（平成1年）              | 武田薬品         |
| 福神             | 東京都     | 富沢薬品                                                                                         | 千葉県                                                                     | 福神（平成1年）                    | 三共             |
| 佰屋薬品         | 岐阜県     | 三重薬品・小林薬業                                                                               | 三重県・愛知県                                                             | 平成薬品（平成2年）                | 武田薬品         |
| ユニック         | 福岡県     | 西部薬品                                                                                         | 佐賀県                                                                     | ユニック（平成2年）                | 武田薬品         |
| スズケン         | 愛知県     | 清水薬品                                                                                         | 富山県                                                                     | スズケン（平成2年）                | 塩野義製薬       |
| 三星堂           | 兵庫県     | 本河薬品                                                                                         | 京都府                                                                     | 三星堂（平成2年）                  | 武田薬品         |
| 眞鍋薬品         | 北海道     | 大槻中央薬品・寿原薬粧・多田薬品・ 高木薬品・帯広眞鍋薬品・丸一斉藤                              | 北海道                                                                     | バレオ（平成3年）                  | 武田薬品         |
| ケンコー産業     | 広島県     | 王水堂薬品                                                                                       | 島根県                                                                     | オーク薬品（平成3年）              | 武田薬品         |
| ユニック         | 福岡県     | 西野回生堂                                                                                       | 福岡県                                                                     | ユニック（平成3年）                | 武田薬品         |
| スズケン         | 愛知県     | 加藤薬品・神弘薬品                                                                               | 東京都・神奈川県                                                           | スズケン（平成4年）                | 塩野義製薬       |
| 協進             | 大阪府     | 大紀薬品・ダイゴ                                                                                 | 和歌山県・京都府                                                           | 協進（平成4年）                    | 三共             |
| 吉村薬品         | 大分県     | 宮崎吉村薬品・ヨシマツ薬品・ヤナイ薬品                                                           | 宮崎県・熊本県・鹿児島県                                                   | ダイコー（平成4年）                | 武田薬品         |
| 鶴又薬品         | 青森県     | 八戸薬品・田村薬品                                                                               | 青森県・岩手県                                                             | ショウエー（平成4年）              | 三共             |
| 杉本新和         | 広島県     | 末永天正堂                                                                                       | 山口県                                                                     | セイナス（平成4年）                | 三共             |
| 中薬             | 愛知県     | 豊田中薬                                                                                         | 岐阜県                                                                     | 中薬（平成4年）                    | 武田薬品         |
| コーエー         | 高知県     | 和光薬業                                                                                         | 高知県                                                                     | ヤクオー（平成5年）                | 三共             |
| 三星堂           | 兵庫県     | 中栄草栄堂                                                                                       | 石川県                                                                     | 三星堂（平成6年）                  | 武田薬品         |
| コーヤク         | 福岡県     | 大石薬品・シンコー薬品                                                                           | 福岡県・佐賀県                                                             | キョーエイ薬品（平成6年）          | 武田薬品         |
| 福神             | 東京都     | 土屋薬品                                                                                         | 長野県                                                                     | 福神（平成6年）                    | 武田薬品         |
| 岩渕薬品         | 千葉県     | 東日本薬品・山口薬品                                                                             | 茨城県                                                                     | 岩渕薬品（平成6年）                | 藤沢薬品         |
| 吉井             | 熊本県     | 鶴原薬品                                                                                         | 福岡県                                                                     | 鶴原吉井（平成6年）                | 田辺製薬         |
| 鶴原吉井         | 熊本県     | 篠田弁慶堂                                                                                       | 長崎県                                                                     | 鶴原吉井（平成6年）                | 武田薬品         |
| 協進             | 大阪府     | 新宮薬品                                                                                         | 和歌山県                                                                   | 協進（平成6年）                    | 三共             |
| サンエス         | 宮城県     | 和光薬品                                                                                         | 秋田県                                                                     | サンエス（平成6年）                | 武田薬品         |
| シンエー         | 兵庫県     | 上羽商事                                                                                         | 京都府                                                                     | シンエー（平成6年）                | 三共             |
| 日本商事         | 大阪府     | 山尾薬品                                                                                         | 京都府                                                                     | 日本商事（平成6年）                | 三共             |
| 林薬品           | 岡山県     | 島田薬品                                                                                         | 鳥取県                                                                     | 林薬品（平成6年）                  | 武田薬品         |
| 福神             | 東京都     | 小林薬品                                                                                         | 長野県                                                                     | 福神（平成6年）                    | 三共             |
| 中北薬品         | 愛知県     | 丸一薬品                                                                                         | 静岡県                                                                     | 中北薬品（平成7年）                | 武田薬品         |
| 九宏薬品         | 福岡県     | ソメヤ                                                                                           | 大分県                                                                     | 九宏薬品（平成7年）                | 山之内製薬       |
| 中澤薬業         | 高知県     | 氏家薬品                                                                                         | 香川県                                                                     | 中澤氏家薬業（平成7年）            | 武田薬品         |
| クラヤ薬品       | 東京都     | ホウヤク                                                                                         | 大阪府                                                                     | クラヤ薬品（平成7年）              | 武田薬品         |
| 東邦薬品         | 東京都     | エーメイ                                                                                         | 大阪府                                                                     | 東邦薬品（平成8年）                | 田辺製薬         |
| スズケン         | 愛知県     | ドーエーメディックス                                                                             | 大阪府                                                                     | スズケン（平成8年）                | 塩野義製薬       |
| ユニック         | 福岡県     | 藤村薬品                                                                                         | 大分県                                                                     | ユニック（平成8年）                | 武田薬品         |
| 常盤薬品         | 山口県     | 土谷薬品                                                                                         | 山口県                                                                     | 常盤薬品（平成9年）                | 山之内製薬       |
| 安藤             | 群馬県     | 玉上薬品                                                                                         | 群馬県                                                                     | 安藤（平成9年）                    | 武田薬品         |
| 林薬品           | 岡山県     | オーク薬品                                                                                       | 広島県                                                                     | エバルス（平成9年）                | 武田薬品         |
| シンエー         | 兵庫県     | 武村商事                                                                                         | 大阪府                                                                     | シンエー（平成9年）                | 三共             |
| 岡山医薬品       | 岡山県     | 河野薬品                                                                                         | 広島県                                                                     | オムエル（平成9年）                | 塩野義製薬       |
| 岡内勧弘堂       | 愛媛県     | ダイワ薬品・弘和薬品                                                                             | 高知県・徳島県                                                             | 四国フルフレッサ（平成9年）        | 三共             |
| 日本商事         | 大阪府     | 昭和薬品                                                                                         | 愛知県                                                                     | アズウェル（平成9年）              | 三共             |
| 東日本薬品       | 宮城県     | エーシン・菅野商会・出羽薬品・石舘商事                                                           | 福島県・青森県                                                             | アスカム（平成9年）                | 三共             |
| 大森薬品         | 東京都     | 大阪薬品・愛薬・サンコー薬品・ 京西堂・天泉三丘薬品・和歌山薬品・ フタミ薬品・トクヤク・福岡薬品 | 大阪府・愛媛県・鳥取県・ 京都府・京都府・和歌山県・ 宮城県・徳島県・福岡県 | オオモリ薬品（平成10年）           | 塩野義製薬       |
| 松井薬品         | 富山県     | 北邦医薬・ナカダ薬品・誠和薬品                                                                   | 石川県・富山県・福井県                                                     | フレット（平成10年）               | 三共             |
| 協進             | 大阪府     | サンワ薬品                                                                                       | 京都府                                                                     | 協進（平成10年）                   | 三共             |
| ダイコー         | 大分県     | キョーエイ薬品                                                                                   | 福岡県                                                                     | アステム（平成10年）               | 武田薬品         |
| スズケン         | 愛知県     | 秋山愛生舘                                                                                       | 北海道                                                                     | スズケン（平成10年）               | 塩野義製薬       |
| オムエル         | 広島県     | 鳥居薬品                                                                                         | 広島県                                                                     | オムエル（平成10年）               | 塩野義製薬       |
| 東邦薬品         | 東京都     | かみや薬品                                                                                       | 栃木県                                                                     | 東邦薬品（平成10年）               | 田辺製薬         |
| クラヤ薬品       | 東京都     | カワイ                                                                                           | 長野県                                                                     | クラヤ薬品（平成10年）             | 武田薬品         |
| バレオ           | 北海道     | ホシ伊藤                                                                                         | 北海道                                                                     | ほくやく（平成11年）               | 武田薬品         |
| 松本薬品         | 愛媛県     | サンエイ薬品                                                                                     | 徳島県                                                                     | よんやく（平成11年）               | 武田薬品         |
| 錦城薬品         | 大阪府     | 協進・シンエー                                                                                   | 大阪府・兵庫県                                                             | ケーエスケー（平成11年）           | 三共             |
| 九宏薬品         | 福岡県     | ユニック                                                                                         | 福岡県                                                                     | アトル（平成11年）                 | 武田薬品         |
| 九薬             | 福岡県     | 平田天命堂・伊藤薬品                                                                             | 大分県・長崎県                                                             | 翔薬（平成12年）                   | 三共             |
| 中薬             | 愛知県     | サンアイ                                                                                         | 静岡県                                                                     | シーエス薬品（平成12年）           | 武田薬品         |
| アズウェル       | 大阪府     | 中川安・中央興医会                                                                               | 東京都                                                                     | アズウェル（平成12年）             | 三共             |
| エイワ           | 愛媛県     | 神原薬業・ヤクオー                                                                               | 香川県・高知県                                                             | アスティス（平成12年）             | 田辺製薬         |
| 三星堂           | 兵庫県     | クラヤ薬品・東京医薬品                                                                           | 東京都                                                                     | クラヤ三星堂（平成12年）           | 武田薬品         |
| サンエス         | 宮城県     | ニチエー・三栄薬品                                                                               | 新潟県                                                                     | バイタルネット（平成13年）         | 武田薬品         |
| アスティス       | 愛媛県     | クニミ薬品                                                                                       | 徳島県                                                                     | アスティス（平成13年）             | 田辺製薬         |
| スズケン         | 愛知県     | オオモリ薬品首都圏・近畿圏                                                                       | 東京都・大阪府                                                             | スズケン（平成14年）               | 塩野義製薬       |
| バイタルネット   | 愛知県     | オオモリ薬品東北                                                                                 | 宮城県                                                                     | バイタルネット（平成14年）         | 武田薬品         |
| オムエル         | 広島県     | オオモリ薬品中国                                                                                 | 鳥取県                                                                     | オムエル（平成14年）               | 塩野義製薬       |
| 翔薬             | 福岡県     | オオモリ薬品九州                                                                                 | 福岡県                                                                     | 翔薬（平成14年）                   | 塩野義製薬       |
| オオモリ薬品四国 | 愛媛県     | 梅花堂薬品・讃岐薬品                                                                             | 高知県・香川県                                                             | 幸燿（平成14年）                   | 塩野義製薬       |
| 福神             | 東京都     | アズウェル                                                                                       | 大阪府                                                                     | アルフレッサ（平成15年）           | 三共             |
| スズケン         | 愛知県     | 安藤薬業公司                                                                                     | 岐阜県                                                                     | スズケン（平成15年）               | 塩野義製薬       |
| バイタルネット   | 宮城県     | ケーエスケー                                                                                     | 大阪府                                                                     | バイタル・ケーエスケー（平成21年） | 武田薬品         |
| クラヤ三星堂     | 東京都     | 千秋薬品・潮田クラヤ三星堂・やまひろクラヤ三星堂・平成薬品・井筒クラヤ三星堂                     | 秋田県・茨城県・山梨県・岐阜県・京都府                                     | メデセオ（平成21年）               | 武田薬品         |
| 東邦薬品         | 東京都     | アスカム                                                                                         | 宮城県                                                                     | 東邦薬品（平成22年）               | 第一三共         |
| オムエル         | 広島県     | セイナス                                                                                         | 広島県                                                                     | セイエル（平成22年）               | 第一三共         |